# Frederik Dreier

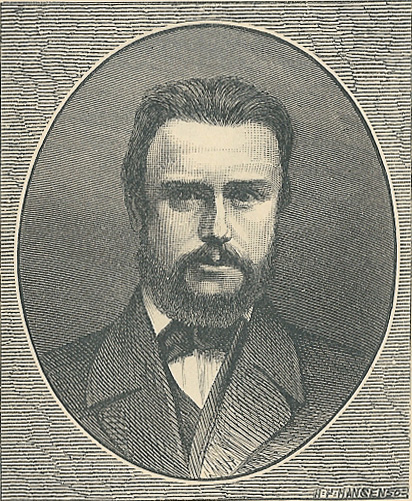
Frederik Dreier

Frederik Henrik Hennings Dreier (* 16. Dezember 1827 in Kopenhagen; † 9. Mai 1853 ebenda) war ein dänischer sozialkritischer Schriftsteller.

## Leben
Frederik Dreier war der älteste von drei Söhnen des Juristen Vilhelm Henrik Dreier und seiner Ehefrau Irma Vilhelmine, geb. Klein. Die Familie gehörte zum gehobenen Bürgertum. Der Vater war Obergerichtsrat. Frederiks Jugend war jedoch von der Krankheit seines Vaters überschattet. Dieser litt an „Melancholie“, die sich mit der Zeit zu einer Psychose, begleitet von religiösem Wahn, entwickelte, so dass er 1840 – Frederik Dreier war 13 Jahre alt – sein Amt aufgeben musste und 1847 in das geschlossene Landeskrankenhaus Schleswig eingeliefert wurde, wo er bis zu seinem Tod 1865 blieb.
Frederik besuchte die Kopenhagener Metropolitanschule und erreichte dort 1844 das Abitur. Für sein anschließendes Studium der Medizin bezog er das renommierte, der Universität angegliederte Valkendorf-Collegium. Neben seinem Fachstudium schuf er in wenigen Jahren ein umfangreiches philosophisch-politisches Werk, das ihn als Denker ausweist, der seiner Zeit um Jahrzehnte voraus war. Bei seinen Zeitgenossen fand er entsprechend wenig Beachtung und geriet bald in völlige Vergessenheit. Er beendete sein Medizinstudium, das durch einen Einsatz als Sanitäter im Bürgerkrieg 1848/49 unterbrochen wurde, im Frühjahr 1853 mit der Promotion. Kurz darauf starb er, im 26. Lebensjahr, sehr wahrscheinlich durch eigene Hand.

## Werk
Dreier hatte das Schicksal seines Vaters vor Augen, als er beschloss, möglicherweise ähnlichen Tendenzen bei sich mittels intellektueller Anstrengung, d. h. durch Erarbeitung einer rationalen Lebensphilosophie entgegenzuwirken. Die damals aktuellen Werke von Ludwig Feuerbach und Bruno Bauer, der ersten Religionskritiker deutscher Sprache, boten ihm einen Ansatz. Mehr jedoch beeindruckte ihn das 1844 erschienene Buch Der Einzige und sein Eigentum von Max Stirner, der Feuerbach und Bauer übertrumpfte und als im Grunde noch immer „fromme“ Atheisten kritisierte.
Vom Stirnerschen Standpunkt ausgehend erweiterte Dreier seine „konsequent rationale, atheistische und materialistische Philosophie“, indem er etwa John Stuart Mills Erkenntnislehre und Ideen der französischen Materialisten, namentlich Holbachs, integrierte. In sozio-ökonomischer Hinsicht orientierte er sich an Pierre-Joseph Proudhon, der sich 1840 in seiner Schrift Qu’est-ce que la propriété? als erster selbst als Anarchist bezeichnet hatte.
Derart intellektuell gerüstet polemisierte Dreier gegen die „ausgezeichnetsten Persönlichkeiten seiner Zeit, Orla Lehmann, Hans Christian Ørsted, Meïr Aron Goldschmidt, Johan Ludvig Heiberg, Søren Kierkegaard, N.F.S. Grundtvig. Er überragt sie alle um Kopfeslänge.“ (Georg Brandes). Dreier vertrat gegen sie reformerische politische Ideen, die damals, im Vormärz, zwar „auf dem Kontinent“ virulent waren, nicht jedoch im vorindustriellen Dänemark. Er wurde deshalb später als „Dänemarks erster Sozialist“ bezeichnet.

## Schriften
- Samlede Skrifter. Bind 1-5. Det Danske Sprog- og Litteraturselskab, C.A. Reitzels Forlag, 2003, ISBN 87-7876-299-5 (samlede værk)